# Slavnost (film)
Slavnost (v originále La Cérémonie) je francouzsko-německý hraný film z roku 1995, který režíroval Claude Chabrol podle románu L'Ilalphabète Ruth Rendellové. Snímek měl světovou premiéru dne 30. srpna 1995. Děj je volně inspirován tzv.  aférou Papinových z roku 1933, kdy dvě služebné zavraždily své zaměstnavatele.

## Děj
Sophie je najata jako služebná u Lelièvreových, buržoazního páru. Plachá a introvertní mladá žena je negramotná, ale pečlivě to skrývá, protože se za to stydí.
Sophie se spřátelí s Jeanne, místní poštmistrovou. Ta chová velkou nenávist a zášť k Lelièvreovým a jejich dceři Melindě. Jeanne postupně postaví Sophie proti Lelièvreovým.
Jednoho dne Melinda náhodou objeví Sophiinu negramotnost a nabídne jí pomoc. Zahanbená Sophie vyhrožuje, že Melindiným rodičům prozradí těhotenství jejich dcery, pokud prozradí  její tajemství. Mladá dívka ale vše řekne svému otci a Sophie dostane výpověď.
Jednoho večera jdou Sophie a Jeanne k Lelièvreovým. Ti je neslyší, protože v televizi poslouchají Mozartovu operu Don Giovanni. Jeanne se z pomsty vydá vyplenit dům, zatímco Sophie ji následuje v jejím ničivém šílenství. Když je překvapí Georges Lelièvre, zastřelí ho. Poté zabijí i zbytek rodiny: jeho ženu Catherine a jejich dvě děti Melindu a Gillese. Po zločinu se obě ženy rozloučí, ale Jeanne záhy zemře při dopravní nehodě poblíž domu Lelièvreových. Policie mezitím prohledává dům Lelièvreových. Sophie, která o tomto neví, dorazí na místo nehody mezi policisty.

## Obsazení
| Sandrine Bonnaire     | Sophie Bonhomme     |
| Isabelle Huppertová   | Jeanne Marchal      |
| Jacqueline Bisset     | Catherine Lelièvre  |
| Jean-Pierre Cassel    | Georges Lelièvre    |
| Virginie Ledoyen      | Mélinda Lelièvre    |
| Valentin Merlet       | Gilles Lelièvre     |
| Jean-François Perrier | abbé Lelgouarc'h    |
| Julien Rochefort      | Jérémie             |
| Dominique Frot        | Madame Lantier      |
| Christophe Lemoine    | obchodník s brýlemi |
| Yves Verhoeven        | dodavatel           |

## Ocenění
- Filmový festival v Benátkách: nejlepší herečka (Sandrine Bonnaire a Isabelle Huppert)
- César: nejlepší herečka (Isabelle Huppert); nominace v kategoriích  nejlepší film, nejlepší režii (Claude Chabrol), nejlepší herečka (Sandrine Bonnaire), nejlepší herec ve vedlejší roli (Jean-Pierre Cassel), nejlepší herečka ve vedlejší roli (Jacqueline Bisset), nejlepší původní scénář nebo adaptace (Claude Chabrol, Caroline Eliacheff)
- Mezinárodní filmový festival v Torontu: Cena Metro Media
- New York Film Critics Circle Awards: nejlepší zahraniční film
- Národní společnost filmových kritiků: nejlepší zahraniční film